# Non Stanford
Non Stanford-Royle (* 8. Januar 1989 in Swansea als Non Stanford)  ist eine ehemalige britische Triathletin. Sie ist Triathlon-Weltmeisterin auf der Sprint- und Kurzdistanz (2013) und Europameisterin auf der Triathlon-Kurzdistanz (2022).

## Werdegang
Non Stanford war eine erfolgreiche Cross-Country-Läuferin, bis eine Verletzung sie im Sommer 2008 zwang, auf Schwimmtraining umzusteigen, wodurch sie zum Triathlon-Verein ihrer Universität Birmingham kam. Trotz des späten und ungeplanten Einstiegs in den Triathlon-Sport stellten sich die Erfolge rasch ein. 2009 wurde Stanford Zweite in der British Triathlon Super Series und für 2009/10 erhielt sie von der Universität Birmingham das Paul Weston Triathlon Scholarship, um sich ganz auf Triathlon zu spezialisieren.
2010 schloss Stanford ihr Studium ab (Sport and Exercises Sciences) und gewann die Bronzemedaille beim Premium-Europacup in Brasschaat.
2010 nahm Non Stanford auch an der französischen Clubmeisterschafts-Serie Lyonnaise des Eaux teil und trat für Montpellier Agglo Tri an. In Beauvais (13. Juni 2010) wurde sie Zehnte (Beste ihres Clubs), in Paris (18. Juli 2010) Fünfte (Zweitbeste ihres Clubs) und in La Baule (Triathlon Audencia, 18. September 2010) belegte sie den 22. Rang, damit war sie ausgerechnet beim Großen Finale erstmals nicht unter den drei triathlètes classants l'équipe. Auch in La Baule waren es die ausländischen Elite-Stars, die dem französischen Verein den Erfolg (Dritte in der Mannschaftswertung) sicherten: Barbara Riveros, Liz Blatchford und Lois Rosindale.

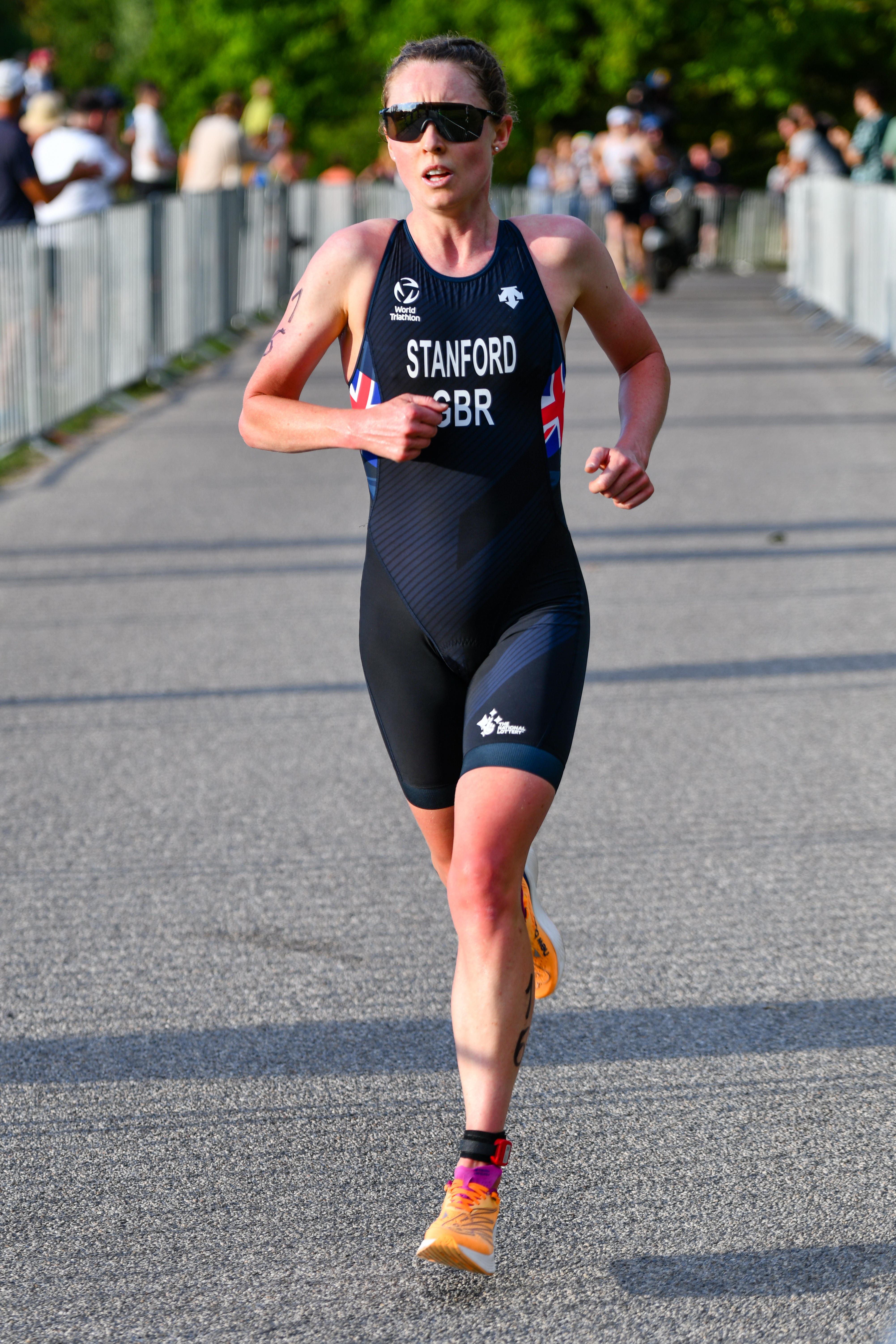
Non Stanford bei ihrem Sieglauf in München, 2022

### ITU-Weltmeisterin Triathlon 2013
Im Oktober 2012 wurde sie in Neuseeland U23-Weltmeisterin. Seit 2013 startet sie in der Elite-Kategorie und holt sich im September in London den Weltmeistertitel sowohl auf der Kurzdistanz als auch der Sprintdistanz.
Im September 2015 belegte sie mit dem zweiten Rang beim abschließenden „Grand-Final-Rennen“ in Chicago den achten Rang innerhalb der Weltmeisterschaft-Rennserie 2015. Non Stanford konnte sich damit einen Startplatz bei den Olympischen Spielen in Rio de Janeiro sichern und sie ging neben Helen Jenkins und Vicky Holland an den Start und belegte den vierten Rang.
Stanford trat für den Verein Swansea Harriers an und startete im Bundeskader der British Triathlon Federation.

### ETU-Europameisterin Triathlon 2022
Im August 2022 konnte die 33-Jährige in München die Europameisterschaft auf der olympischen Distanz für sich entscheiden. Zum Jahresende erklärte sie ihre aktive Zeit als beendet und sie ist seitdem als Coach tätig.
Stanford-Royle wurde im April 2025 vom australischen Triathlonverband „AusTriathlon“ zusammen mit dem Deutschen Daniel Unger zum Ascent Academy Coach ernannt und sie soll mit ihm zusammen die Entwicklung der Triathletinnen und Triathleten leiten.
Non Stanford-Royle ist verheiratet mit dem australischen Triathleten Aaron Royle (* 1990) und die beiden leben in West Wales.

## Sportliche Erfolge
| Datum/Jahr    | Rang | Wettbewerb                                      | Austragungsort | Zeit     | Bemerkung                                                                |
| ------------- | ---- | ----------------------------------------------- | -------------- | -------- | ------------------------------------------------------------------------ |
| 12. Aug. 2022 | 1    | ETU Triathlon European Championship             | München        | 01:52:10 | Europameisterschaft auf der olympischen Distanz                          |
| 5. Nov. 2021  | 8    | ITU World Championship Series 2021              | Abu Dhabi      | 00:57:31 |                                                                          |
| 15. Mai 2021  | 7    | ITU World Championship Series 2021              | Yokohama       | 01:55:31 |                                                                          |
| 5. Okt. 2019  | 3    | ETU Triathlon European Championship Clubs       | Alhandra       |          | für Metz Triathlon – mit Jeanne Lehair Thomas Sayer und Mathis Margirier |
| 15. Aug. 2019 | 7    | ITU World Triathlon Olympic Qualification Event | Tokyo          | 01:41:32 |                                                                          |
| 8. März 2019  | 5    | ITU World Championship Series 2019              | Abu Dhabi      | 00:56:37 | erstes Rennen der Saison                                                 |
| 24. Sep. 2018 | 2    | Beijing International Triathlon                 | Peking         | 02:07:52 | [ 6 ]                                                                    |
| 12. Mai 2018  | 3    | ITU World Championship Series 2018              | Yokohama       | 01:54:41 |                                                                          |
| 5. Apr. 2018  | 8    | Commonwealth Games 2018                         | Gold Coast     | 00:58:45 |                                                                          |
| 11. Feb. 2018 | 2    | ITU Triathlon World Cup                         | Kapstadt       | 00:58:52 | hinter Vicky Holland                                                     |
| 7. Mai 2017   | 1    | ITU Triathlon World Cup                         | Chengdu        | 00:29:36 |                                                                          |
| 4. Sep. 2016  | 7    | ITU World Championship Series 2016              | Edmonton       | 00:57:30 |                                                                          |
| 20. Aug. 2016 | 4    | Olympische Sommerspiele 2016                    | Rio de Janeiro | 01:57:04 |                                                                          |
| 24. Apr. 2016 | 1    | ITU World Championship Series 2016              | Kapstadt       | 00:59:49 |                                                                          |
| 18. Sep. 2015 | 2    | ITU World Championship Series 2015              | Chicago        | 01:56:05 | Grand Final – Triathlon-Weltmeisterschaft auf der olympischen Distanz    |
| 2. Aug. 2015  | 2    | ITU World Olympic Qualification Event           | Rio de Janeiro | 01:59:05 |                                                                          |
| 18. Juli 2015 | 3    | ITU World Championship Series 2015              | Hamburg        | 00:57:24 |                                                                          |
| 14. Sep. 2013 | 1    | ITU World Championship Series 2013              | London         | 02:01:32 | Siegerin beim Grand Final und Triathlon-Weltmeisterin Elite              |
| 1. Juni 2013  | 1    | ITU World Championship Series 2013              | Madrid         | 02:04:39 |                                                                          |
| 24. Aug. 2013 | 2    | ITU World Championship Series 2013              | Stockholm      | 01:56:20 |                                                                          |
| 20. Okt. 2012 | 1    | ITU Triathlon World Championship U23            | Auckland       | 02:13:06 | U23-Weltmeisterin                                                        |
| 24. Juni 2011 | 17   | ETU Triathlon European Championships            | Pontevedra     | 02:07:53 | Europameisterschaft                                                      |